# René Leigue Cesari
René Leigue Cesari (* 24. März 1967 in Comunidad Nuevo Horizonte, Departamento Santa Cruz) ist ein bolivianischer Geistlicher und römisch-katholischer Erzbischof von Santa Cruz de la Sierra.

## Leben
René Leigue Cesari empfing am 27. August 1999 das Sakrament der Priesterweihe.
Am 31. Oktober 2012 ernannte ihn Papst Benedikt XVI. zum Titularbischof von Nepeta und zum Weihbischof in Santa Cruz de la Sierra. Die Bischofsweihe spendete ihm der Erzbischof von Santa Cruz de la Sierra, Julio Kardinal Terrazas Sandoval CSsR, am 16. Januar des nächsten Jahres; Mitkonsekratoren waren Sergio Alfredo Gualberti Calandrina, Koadjutorerzbischof von Santa Cruz de la Sierra, und Giambattista Diquattro, Apostolischer Nuntius in Bolivien.
Papst Franziskus bestellte ihn am 22. April 2022 zum Erzbischof von Santa Cruz de la Sierra. Die Amtseinführung erfolgte am 23. Juni desselben Jahres.